# (1852) Carpenter
(1852) Carpenter – planetoida z pasa głównego asteroid okrążająca Słońce w ciągu 5,24 lat w średniej odległości 3,01 j.a. Została odkryta 1 kwietnia 1955 roku w Goethe Link Observatory w Brooklyn w stanie Indiana. Nazwa planetoidy pochodzi od amerykańskiego astronoma Edwina F. Carpentera (1898–1963), drugiego dyrektora Steward Observatory.